# Glyphodes crithealis
Glyphodes crithealis là một loài bướm đêm trong họ Crambidae.